# Jürgen Faßbender
Jürgen Willi Ernst Faßbender (* 28. Mai 1948 in Wesseling) ist ein ehemaliger deutscher Tennisspieler. Er bestritt zwischen 1968 und 1979 23 Davis-Cup-Einsätze für Deutschland sowie 44 ATP-Finalspiele im Einzel und Doppel und war dreifacher deutscher Einzel-Meister.

## Karriere
Zusammen mit Hans-Jürgen Pohmann und Karl Meiler war Jürgen Faßbender in den 1970er Jahren im Doppel aktiv. Mit Pohmann erreichte er 1973 das Halbfinale der French Open und 1975 das Halbfinale in Wimbledon. In seiner Laufbahn konnte er 16 Doppeltitel (davon fünf mit Pohmann und acht mit Meiler) sowie einen Einzeltitel (ATP München 1974) erringen. Im selben Jahr erhielt er den Wimbledon-Fairnesspreis.

## Erfolge
| Legende                      |
| Grand Slam                   |
| Masters Grand Prix           |
| Grand Prix Super Series      |
| Grand Prix World Series (19) |
| ATP Challenger Tour (1)      |

| ATP-Titel nach Belag |
| Hartplatz (5)        |
| Sand (10)            |
| Rasen                |
| Teppich (4)          |

### Einzel

#### Turniersiege

##### ATP Tour
| Nr. | Datum         | Turnier    | Belag         | Finalgegner       | Ergebnis           |
| --- | ------------- | ---------- | ------------- | ----------------- | ------------------ |
| 1.  | 18. März 1973 | Charleston | Hartplatz (i) | Clark Graebner    | 4:6, 6:1, 7:5      |
| 2.  | 19. Mai 1974  | München    | Sand          | François Jauffret | 6:2, 5:7, 6:1, 6:4 |
| 3.  | 16. März 1975 | Düsseldorf | Hartplatz (i) | Bernard Mignot    | 6:3, 6:3, 6:4      |

##### Challenger Tour
| Nr. | Datum           | Turnier   | Belag | Finalgegner   | Ergebnis |
| --- | --------------- | --------- | ----- | ------------- | -------- |
| 1.  | 14. August 1977 | Stuttgart | Sand  | Attila Korpas | kampflos |

#### Finalteilnahmen
| Nr. | Datum            | Turnier    | Belag         | Finalgegner   | Ergebnis      |
| --- | ---------------- | ---------- | ------------- | ------------- | ------------- |
| 1.  | 1. August 1972   | Düsseldorf | Sand          | Ilie Năstase  | 0:6, 2:6, 1:6 |
| 2.  | 3. März 1974     | Paramus    | Hartplatz (i) | Sandy Mayer   | 1:6, 3:6      |
| 3.  | 23. Februar 1975 | Boca Raton | Sand          | Jimmy Connors | 4:6, 2:6      |

### Doppel

#### Turniersiege
| Nr. | Datum            | Turnier        | Belag         | Partner             | Finalgegner                         | Ergebnis      |
| --- | ---------------- | -------------- | ------------- | ------------------- | ----------------------------------- | ------------- |
| 1.  | 18. August 1968  | Kitzbühel (1)  | Sand          | Wilhelm Bungert     | Gerald Battrick Robert Wilson       | 6:3, 7:5      |
| 2.  | 23. Juli 1972    | Kitzbühel (2)  | Sand          | Hans-Jürgen Pohmann | Mal Anderson Geoff Masters          | 7:6, 6:4, 6:4 |
| 3.  | 20. Januar 1973  | Birmingham (1) | Teppich (i)   | Pat Cramer          | Clark Graebner Ion Țiriac           | 6:4, 7:5      |
| 4.  | 17. Juni 1973    | Hamburg (1)    | Sand          | Hans-Jürgen Pohmann | Manuel Orantes Ion Țiriac           | 6:1, 6:3      |
| 5.  | 27. Januar 1974  | Omaha          | Teppich (i)   | Karl Meiler         | Ian Fletcher Kim Warwick            | 6:2, 6:4      |
| 6.  | 3. Februar 1974  | Baltimore      | Teppich (i)   | Karl Meiler         | Owen Davidson Clark Graebner        | 7:6, 7:5      |
| 7.  | 10. Februar 1974 | Little Rock    | Hartplatz (i) | Karl Meiler         | Vitas Gerulaitis Bob Hewitt         | 6:0, 6:2      |
| 8.  | 17. März 1974    | Calgary        | Hartplatz (i) | Karl Meiler         | Iván Molina Jairo Velasco Sr.       | 6:4, 6:4      |
| 9.  | 31. März 1974    | Tempe          | Hartplatz     | Karl Meiler         | Ian Fletcher Kim Warwick            | 4:6, 6:4, 7:5 |
| 10. | 26. Mai 1974     | Hamburg (2)    | Sand          | Hans-Jürgen Pohmann | Brian Gottfried Raúl Ramírez        | 6:3, 6:4, 6:4 |
| 11. | 26. Januar 1975  | Birmingham (2) | Teppich (i)   | Karl Meiler         | Colin Dowdeswell John Yuill         | 6:1, 3:6, 7:6 |
| 12. | 13. Juli 1975    | Gstaad (1)     | Sand          | Hans-Jürgen Pohmann | Colin Dowdeswell Ken Rosewall       | 6:4, 9:7, 6:1 |
| 13. | 11. Juli 1976    | Gstaad (2)     | Sand          | Hans-Jürgen Pohmann | Paolo Bertolucci Adriano Panatta    | 7:5, 6:3, 6:3 |
| 14. | 22. Mai 1977     | Düsseldorf     | Sand          | Karl Meiler         | Paul Kronk Cliff Letcher            | 6:3, 6:3      |
| 15. | 10. Juli 1977    | Gstaad (3)     | Sand          | Karl Meiler         | Colin Dowdeswell Bob Hewitt         | 6:4, 7:6      |
| 16. | 25. Juni 1978    | Berlin         | Sand          | Colin Dowdeswell    | Željko Franulović Hans Gildemeister | 6:3, 6:4      |

#### Finalteilnahmen
| Nr. | Datum             | Turnier      | Belag         | Partner             | Finalgegner                      | Ergebnis                  |
| --- | ----------------- | ------------ | ------------- | ------------------- | -------------------------------- | ------------------------- |
| 1.  | 11. August 1969   | Hamburg      | Sand          | Jean-Claude Barclay | Tom Okker Marty Riessen          | 1:6, 2:6, 4:6             |
| 2.  | 24. Juni 1972     | Queen’s Club | Rasen         | Karl Meiler         | Jim McManus Jim Osborne          | 6:4, 3:6, 5:7             |
| 3.  | 24. Februar 1973  | Salisbury    | Teppich (i)   | Juan Gisbert        | Clark Graebner Ilie Năstase      | 6:2, 4:6, 3:6             |
| 4.  | 21. Oktober 1973  | Manila       | Sand (i)      | Hans-Jürgen Pohmann | Marcelo Lara Sherwood Stewart    | 6:4, 5:7, 6:7             |
| 5.  | 17. November 1973 | Christchurch | Hartplatz (i) | Jeff Simpson        | Anand Amritraj Fred McNair       | kampflos                  |
| 6.  | 19. Mai 1974      | München (1)  | Sand          | Hans-Jürgen Pohmann | Antonio Muñoz Manuel Orantes     | 6:2, 4:6, 6:7, 2:6        |
| 7.  | 11. August 1974   | Indianapolis | Sand          | Hans-Jürgen Pohmann | Jimmy Connors Ilie Năstase       | 7:6, 3:6, 4:6             |
| 8.  | 18. August 1974   | Toronto      | Sand          | Hans-Jürgen Pohmann | Manuel Orantes Guillermo Vilas   | 1:6, 6:2, 2:6             |
| 9.  | 3. November 1974  | Jakarta      | Sand          | Hans-Jürgen Pohmann | Ismail El Shafei Roscoe Tanner   | 5:7, 3:6                  |
| 10. | 23. Februar 1975  | Boca Raton   | Sand          | Ion Țiriac          | Juan Gisbert Clark Graebner      | 2:6, 1:6                  |
| 11. | 8. März 1975      | London       | Teppich (i)   | Hans-Jürgen Pohmann | Paolo Bertolucci Adriano Panatta | 3:6, 4:6                  |
| 12. | 18. August 1975   | Columbus     | Hartplatz     | Hans-Jürgen Pohmann | Bob Lutz Stan Smith              | 2:6, 7:6, 3:6             |
| 13. | 16. November 1975 | Buenos Aires | Sand          | Hans-Jürgen Pohmann | Paolo Bertolucci Adriano Panatta | 6:7, 7:6, 4:6             |
| 14. | 9. Mai 1976       | München (2)  | Sand          | Hans-Jürgen Pohmann | Juan Gisbert Manuel Orantes      | 6:1, 3:6, 2:6, 3:2 aufgg. |
| 15. | 20. Juni 1976     | Berlin       | Sand          | Hans-Jürgen Pohmann | Patricio Cornejo Julien Munoz    | 5:7, 1:6                  |
| 16. | 18. Juli 1976     | Kitzbühel    | Sand          | Hans-Jürgen Pohmann | Jan Kodeš Jiří Hřebec            | 7:6, 2:6, 4:6             |
| 17. | 5. März 1978      | Lagos        | Hartplatz     | Colin Dowdeswell    | George Hardie Sashi Menon        | 3:6, 6:3, 5:7             |
| 18. | 28. Mai 1978      | München (3)  | Sand          | Tom Okker           | Ion Țiriac Guillermo Vilas       | 6:3, 4:6, 6:7             |
| 19. | 27. Mai 1979      | München (4)  | Sand          | Jean-Louis Haillet  | Wojciech Fibak Tom Okker         | 6:7, 5:7                  |

## Sonstiges
- Jürgen Faßbender moderierte in den 1990er Jahren Tennisübertragungen für Sat.1 und DSF.[3]
- Zusammen mit seiner Frau betreibt der dreifache Vater seit 2005 einen Sportpark in Eggenstein-Leopoldshafen.[4]